# 内田彩
内田 彩（うちだ あや、1986年7月23日 - ）は、日本の女性声優、歌手。群馬県太田市出身。アクロスエンタテインメント所属。レコードレーベルは日本コロムビア。
μ'sのメンバーでもある。

## 経歴

### デビューまで
小さい頃から女優、歌手には憧れていたという。幼少時、『美少女戦士セーラームーン』や『となりのトトロ』が大好きで、アニメの登場人物になりきって遊んだり、作品のビデオを擦り切れるほどに鑑賞していたが、当時は「セーラームーンになりたい」「トトロに会いたい」一心であった一方で、声優になりたい思いはまだなかった。
中学生になると、アニメ雑誌などに詳しいクラスメイトと知り合い、教えてもらうようになる。また幼なじみの母も漫画が好きだったことから家に遊びに行くと、漫画が家中にあり、そこで『最遊記』を読んで熱中する。声優が出演する作品のファンクラブのイベントがあることを知り、友人に誘われて参加した際、作品の出演者（保志総一朗、石田彰など）が台詞を読んで生アフレコする様子を見た時、その姿が「役柄とダブって見えた」という。その後、友人から雑誌『声優グランプリ』を見せてもらったことがきっかけで、声優という職業、声優になる方法を知る。「物語の中に入れる素敵な仕事だ」、「勉強してなれることがあるんだ」と思うようになり、声優について調べる内に、声優になりたいという気持ちを強く抱くようになった。
中学3年生のとき、アニメ雑誌『アニメージュ』に掲載されていたオーディションに応募。「優勝すると、日ナレ（日本ナレーション演技研究所）さんに特待生で通えるから」が動機だったという。結果は優秀賞、準優秀賞を逃し「特別賞」であったが、急きょ決まった賞であったとのことで、「アフレコにガヤとして参加する」副賞としての特典を得たとのことだが、本人が望んでいた、無料で声優学校で学べることが叶わず、オーディション終了後のインタビューでは、「優秀賞じゃなくて悔しいです」と答えている。
副賞としての「アフレコのガヤ参加」は、高校1年生の夏休みに連絡がきたが、当日は地元の市が主催するボランティアで子どもたちをキャンプに連れて行く予定と重なってしまい、「幻のデビュー作」になってしまったという。その高校に通っていたのは、「制服がかわいいから」という理由で、同じ中学校から一緒に行く友人が1人もいなかったとのことだが、住んでいる市内で30年以上続いているボランティア団体の活動に夢中だったこと、別の高校に行った友人たちにも活動を通して会えるという理由もあり、ボランティア活動に夢中になるあまり、声優になる夢はまるで忘れていたとのこと。
しかし高校卒業を前にして、「今じゃなきゃチャレンジできないことをしたい」という思いを改めて感じ、声優の専門学校に入る。一人暮らしをするには金銭的に厳しかったことから、地元から片道3時間かけて通っていた。しかし、通っていた専門学校は経営破たんし、別の養成所に移るがそこも閉鎖されてしまった。
最終的に通った専門学校にて、色々な声優事務所の募集要項を見る中で、JTBエンタテインメントの「1期生募集」、「（自身が憧れの声優とする）緒方恵美さんが所属しています」という文言が目に留まり、「人材を求めているはずの新しい事務所に一から入った方がチャンスがあるんじゃないか」と思い、希望する所属事務所を即決した。その時に、専門学校の先生から、「新設の事務所に行くなんて、すごい賭けだぞ」と言われた。

### デビュー - 2013年
声優デビュー、『キディ・ガーランド』『ラブライブ！』との出会い
代々木アニメーション学院を卒業後、JTBエンタテインメントに創設メンバー（第1期生）として所属。2008年、JTBエンタテインメントアカデミー在籍中に、テレビアニメ『おでんくん』で声優としてデビューする。2009年1月に、テレビアニメ『空を見上げる少女の瞳に映る世界』で初のレギュラーを獲得。同年10月には『キディ・ガーランド』（アスクール役）でテレビアニメ初主演を果たす。
2010年、「μ's」（『ラブライブ！』という作品発の声優ユニット）の一員になる。2012年2月、μ'sとして初めてのワンマンライブに出演。同年3月、『ストライクウィッチーズ劇場版』（服部静夏役）に出演。同年8月、「Animelo Summer Live 2012 -INFINITY∞-」（通称「アニサマ」）に「μ's from ラブライブ！」名義で出演（以後、アニサマには2015年まで4年連続で「μ's」として出演を果たしている）。同年9月5日に発売された「Wonderful Rush」（μ'sの5thシングル）では、センターを務めた。
2013年1月、『ラブライブ！』（南ことり役）のテレビアニメ第1期が放送開始。同年は『あいまいみー』（麻衣役。2017年現在、第3期まで制作）、『ビビッドレッド・オペレーション』（四宮ひまわり役）など、メインキャラを担当する作品が増えるようになった。同年7月21日、「内田彩Birthday Party♪」と題して、バースデーイベントを開催。これが後に、自身のソロ歌手デビューへと繋がることになる。

### 2014年 - 2016年
ソロ歌手デビュー、「μ's」として紅白歌合戦、東京ドームへの到達
2014年4月、『ラブライブ！』のテレビアニメ第2期が放送開始。同年6月1日に行われた「@JAMアニソンDAY」にて自分名義の新曲「アップルミント」と「Breezin’」を初披露して、ソロ歌手としての活動を実質的に始動させる。11月10日、群馬県『ぐんま観光特使』に委嘱される。11月12日、CDアルバム『アップルミント』発売で、ソロ歌手としてのメジャーデビューを果たす。
2015年3月、第9回声優アワードにて、μ'sの一員として歌唱賞を受賞。同年5月22日、五反田ゆうぽうとホールにて、ソロ歌手としての初めてのワンマンライブを開催。7月22日、自身の2ndアルバム『Blooming!』を発売。同日、代々木公園の野外ステージにて、発売記念のフリーライブを開催。8月29日、『Animelo Summer Live2015 - THE GATE -』2日目において、ソロ歌手として初めてアニサマへの出場を果たす。12月5日、有明コロシアムにて、ソロ歌手としての2ndライブを開催。声優としても、メインキャラを複数務めており、飛躍の年となった。
この年はμ'sとしての活躍が際立ち、2月16日には、「Rの法則」（NHK Eテレ）への出演を果たす。6月13日に公開された『ラブライブ！The School Idol Movie』は、半年以上のロングランになり、興行収入が28億円を超える大ヒットになった。12月31日には、μ'sの一員として第66回NHK紅白歌合戦に初出場を果たした。
2016年3月31日・4月1日、東京ドームで開催された、μ'sとして最後のワンマンライブ（いわゆる「ファイナルライブ」）となる「ラブライブ! μ's Final LoveLive!〜μ'sic Forever♪♪♪♪♪♪♪♪♪〜」にμ'sの一員として出演。

### 2016年 - 現在
ソロ歌手としての日本武道館到達など
2016年4月、所属事務所をJTBエンタテインメントからアクロス エンタテインメントに移籍。同年6月2日、「LINE BLOG」にて、自身の公式ブログを開設（Amebaからの事実上の移行）。
この年はソロ歌手としての活躍が際立ち、7月23日・24日の両日、自身初めての正式なバースデーイベントを開催。8月13日、ソロ歌手としてのワンマンライブとして、自身初めての日本武道館でのライブ「AYA UCHIDA Complete LIVE 〜COLORS〜」を開催。これにより、μ'sのメンバーの個人としてのソロ歌手活動のワンマンライブでは、最速での日本武道館到達となった。10月15日、代々木第一体育館にて開催された音楽フェス「スポーツ・オブ・ハート・ミュージックフェス2016」にトリとして出演。11月30日、1stシングル「SUMILE SMILE」を発売した。
2017年1月23日、前年末に、前年の春から患っていた声帯結節の切除の手術を受けていたことを公表。同年6月25日、STUDIO COASTにて、手術明け以後では初めてのワンマンライブを開催。9月1日、自身のInstagramアカウントの開設を発表。9月13日、自身の3rdアルバム『ICECREAM GIRL』を発売。10月14日・15日の両日に、幕張メッセイベントホールにて、ワンマンライブ「AYA UCHIDA LIVE 2017 ICECREAM GIRL」を開催。
この年は特に、主演を務めたテレビアニメ『けものフレンズ』（かばん役など、3役を担当。1月クールにて放送）を通しての活動（及び、作品自体のヒット）が際立った。特に9月18日には、『ミュージックステーションウルトラFES』での出演を果たした。
2018年2月4日、豊洲PITにてワンマンライブ「Aya Uchida VALENTINE’S ♡ LIVE〜Song for you〜」を開催。
2024年4月28日、神奈川・関内ホール（大ホール）にて、昼・夜2部制のワンマンライブ『AYA UCHIDA SPRING LIVE ACOUSTIC DAY / SWEET POP NIGHT』（昼公演はアコースティック主体の「ACOUSTIC DAY」、夜公演はエレクトロポップ主体の「SWEET POP NIGHT」）を開催。昼公演では、内田によるアコースティック・ギターの生演奏も披露された。また8月14日には、オーケストラコンサート『AYA UCHIDA Symphonic Concert 2024 Daydream / Moonnight』のテーマソングで、姉妹クリエイター・東京ハイジとコラボし制作した楽曲「うさぎのプティフール」を配信リリース。また11月13日には、アーティストデビュー10周年記念シングル「にぎやかな心たち」を発売した。
2025年2月15日から23日まで、アーティストデビュー10周年記念バンドツアー『AYA UCHIDA Complete TOUR ～marble～ にぎやかな10周年 side A / side B』を東名阪で開催。また7月23日にアーティストデビュー10周年記念アルバム『Re:birthday』を発売した。

## 人物
自身の性格を、自分から輪に加わって積極的に喋ろうとするタイプではない、ストレートにしか気持ちを伝えられない、自分自身のことを知ってもらいたいという欲がまったくない、石橋を叩いて渡るほどの心配性、と語っている。また、作り笑いができないとも語っている。そのためいつしか、悲観的に準備して、楽観的に行動する人間になってしまったという。
専門学校（養成所）時代は、いわゆる「カットモデル」のアルバイトをしていた影響で、ウルフカットなどの奇抜な髪型や服装に走っていた時期があって、作品のオーディションに参加できなかったことがあった。
2015年9月のインタビューでは、デビュー当初は声優だけでやっていける自信が「まったくなかった」と答えている。さらに、2 - 3年ほど前まで、声優の仕事が空いているときに派遣のアルバイトをやっていたこと、声優の仕事で食べていけるようになったのは最近であるということを明かしている。
アルコールには強く、ビールと赤ワインを好んでいる。実家でキキと言う名前の猫を飼っている。趣味および特技は、お菓子作り、小物作り、里帰り・ヘアーアレンジ。お菓子作りでは、アップルパイなど様々なものを作っている。資格は、普通運転免許を有している。
人付き合いが苦手で、親交のある声優は多くはないとのことだが、仲の良い声優として、専門学校時代に出会った宮森幸子、および、『ビビッドレッド・オペレーション』で共演した村川梨衣を挙げている。
小学生時代は、絵本や童話が好きで、自分で絵本を書いたり、図書委員を務めながら毎日図書室で本を読んだりする子どもであったという。
声優ではなかったら高校卒業後の進路を決める際に、服飾の専門学校に行こうか迷っていたため、声優以外にも服飾、美容、メイク関係など目に見えるものを作り出す仕事に憧れを持っていたため、声優をしていなかったらそちらの方向に進んでいたと語る。元々何かを作るのが好きで、小さい頃は祖母と一緒に人形の服を作ったりして遊んでいたという。お裁縫、お菓子作り、押し花作りが好きだったため、なんでも手作り屋になりたいと思っていたという。

### 声優として
『キディ・ガーランド』のアスクール役でテレビアニメ初主演を、『ラブライブ！』の南ことり役でブレイクを果たした。その後、『トリニティセブン』神無月アリン役、『実は私は』紫々戸獅穂役、『リルリルフェアリル』ひまわり役など、コンスタントに主演、ヒロイン役やメインキャストを担当している。また2017年には、自身が主演のかばん役など3役を務めたテレビアニメ『けものフレンズ』が話題になった。
声優活動と共に、μ'sの一員として、紅白歌合戦の出場（2015年）や東京ドームでのライブ（2016年）を実現させている。ソロ歌手としての音楽活動も行い、2014年にアルバム『アップルミント』でデビュー。2016年8月には、自身初めての日本武道館での公演を実現・成功させた。
声優の仕事の魅力は、「キャラクターを演じられること」であり「命を吹き込むということは、本当に凄いこと」と言及している。
2016年の末に声帯結節の手術をしたが、手術を決断する前の時期は、「声の仕事なのに声が出ない、声は声優の命なのにそれはもう死んだようなもので、精神的にも本当にまいっていて、ストレスからくる身体の病気もたくさん経験しました」とのこと。
『キディ・ガーランド』は、主題歌（OPテーマ）を担当したことや、初めてイベントに参加し、初めてキャラクターと同じ衣装を着たこと、初のメインの役で主人公であることなど「初めてだらけ」で印象に残っている作品として挙げている。作品の音響監督が、自身が声優を目指すきっかけの一つとなった『美少女戦士セーラームーン』の監督を務めた佐藤順一であったことから、佐藤のディレクションでセリフを言える自分は「恵まれている」と感じたという。
また、2012年の『ストライクウィッチーズ劇場版』服部静夏役の出演を通して、いままでとは異なるタイプのキャラクターに出会ったことで、芝居に対する意識が変わった、それまで自分自身の中で勝手に型に当てはめていたことを知って、自身の声優人生における「ターニングポイント」になったということを2017年に述べている。
影響を受けた声優として、養成所時代から親交があった緒方恵美を、憧れている声優として大谷育江をそれぞれ挙げている。2009年に『キディ・ガーランド』の主役・アスクールに決まった知らせを聞いた時は、うれしさのあまり当時講師でもあった緒方に報告した。
なお、声優を目指す大きなきっかけとなった雑誌、『声優グランプリ』の表紙を2015年9月号で叶えることになり、その際に本人は「本当に感激です」と喜びのツイートをしている。また声優を志すにあたって、母が100％のサポートで応援してくれたことが心の支えになったと語っており、この母への感謝は、自身のソロ歌手としての2ndアルバム『Blooming!』の収録曲である「ハルカカナタ」にて表現されている。

### 歌手として
自身の好きな音楽として、エレクトロ・ポップを挙げている。
2014年にソロ歌手としてのデビューを果たしたが、ソロ歌手としての活動をすることへの当初の心境としては、はっきりと嫌だった。理由としては、先述のように、声優は裏方に徹するという考えを持ち続けてきたことなどから、自分の名前が前面に出ることへの抵抗、『内田彩』個人の感情を出すということへの違和感があることを挙げている。また、声優活動に影響するのではと、不安すぎて泣く時期もあった。2016年2月に、2つのコンセプトアルバム（『Sweet Tears』『Bitter Kiss』）を発表したが、このとき、「こういう作品作りをしました！」とみんなに胸を張って言える作品を発表できたことで、ソロ歌手として活動することへの自信を持つことができるようになったという。
2016年8月に、自身初めての日本武道館でのワンマンライブを実現させたが、内田は、「内田彩の30年の人生の総決算的なライブ」と位置付けて臨んだという。このような位置付けから、当時の持ち歌全34曲をこのライブで披露することを決めた。日本武道館公演を成功させたことについて、「自分自身の音楽と一体になった感覚」を抱いたこと、「（自分自身の）表現への欲求がより強まった」と思えたということを述べている。
このようなことから、歌手としての活動姿勢において、「活動を支えてくれるすべての方々への感謝の想いを大切にしていきたい」と述べており、その想いは特に「with you」（自身の2ndアルバム『Blooming!』の収録曲）、「SUMILE SMILE」（1stシングル）に強く投影されているという。

### μ'sとして
『ラブライブ！』に出会ったきっかけは、自身の声優デビュー2作品目である『空を見上げる少女の瞳に映る世界』（日高力役。2009年）や『キディ・ガーランド』などの仕事で関わった、ランティスのプロデューサー斎藤滋の繋がりからである。『ラブライブ！』の企画書が届き、出演することになったという。「内田さんの演じる『南ことり役』はこういう感じです」と受け取った資料を読んだ際、「これは面白い！」と思ったという。AKB48が好きで劇場に通ったこともあり、「アイドルの役がやれる」というのが嬉しかったと述べている。もともと『電撃G's magazine』の読者参加企画だった『シスター・プリンセス』のファンであり、同じく同誌の連載企画で公野櫻子が手がけている作品ならば「絶対に面白い」と直感していた。内田はこれに関して、「最初に並々ならぬ期待をかけていたのは、私だったと思います」と述べている。
「南ことり」としての役作りについては、AKB48の小嶋陽菜を見て参考にしたこともあったという。
自身のμ'sとしての活動姿勢は、「南ことりとしての活動」、「キャラソンそのもの」であるという。また、「『ことりちゃん』という存在と一体化するステージ」を目指し続けてきたという。そのため、ヘアメイクや衣装のスタッフと共に改良を続けて、「長い髪を維持する」（「ファイナルライブ」では、エクステでさらに髪の長さを出したという。）「カラーをブリーチしてからことり色に染める」など、髪型や衣装など細部まで、ことりに見えるようにこだわり続けた。その結果、ファイナルライブのBDを鑑賞した際には、「これが見たかったの、私！こんな作品、ほかにないでしょ？」と思うことができたことを、2016年に述べている。
そのような活動姿勢を持ち続けてきたため、μ'sとしての活動と、アーティスト（ソロ歌手）としての活動は、完全に異なる活動であるという。また、「携わっているすべての人をひっくるめての『μ's』である」とも述べている。
μ'sとして得たこと、及び自身にとってのμ's、あるいは、演じた役である南ことりとは、ということについては、
- 「自分が予想していた何十億倍くらいのみんながμ'sを見てくれたことで輝きました」[61]
- 「人生を思い返したときに、絶対に、忘れたくても忘れられない存在になると思います」[61]
- 「（『ラブライブ！』、及びμ'sとは）ダイヤモンドのきらめきのような『結晶』」[62][注 11]
- 「（声優を志した当初からずっと憧れていた）『美少女戦士セーラームーン』のように、みんなの心に永遠に生き続ける作品に携われたことが嬉しい」[46]
- 「色あせない、たくさんの人たち（にとって）の（人生の）宝物になっていて、誇らしい気持ちでいっぱいです」[60]
- 「個性豊かな無敵の9人が揃って、メンバー同士無言の連携で通じ合うみたいな。最後の最後まで『奇跡』という言葉が似合う作品だったなと思いました」[60]

などと述べている。その一方で、自身がアイドル活動をしていると誤解されることもあったといい、「ことりちゃんとして活動をやっているのであって、私自身がアイドル活動をやっている訳ではないから」という、複雑な心境を抱くこともあった。
μ'sは、2016年春の「μ's Final LoveLive！」にて活動に一区切りとなったが、自身にとっては、「私たちの心の中では永遠に生き続ける、そういう感覚って『いいな』と思う」ことから、「本当にすべて消えてなくなってしまう訳ではない」、「解散じゃない。終わりだなんて決めないでよ」とずっと思っていた。また、2016年秋には、「彼女たち（ことりちゃんたち）は常に皆さんの心の中にいますから、辛いとき、壁に当たったときに思い出してもらえる存在として輝き続けてもらえたら嬉しいです」とも述べている。

## 出演
太字はメインキャラクター。

### テレビアニメ
2008年
- イタズラなKiss（女子学生、参列客B、空港客A）
- おでんくん（ランちゃん、女の子、OL）

2009年
- キディ・ガーランド（アスクール）
- 涼宮ハルヒの憂鬱（2009年版）（子供）
- 空を見上げる少女の瞳に映る世界（日高チカラ）
- ミラクル☆トレイン〜大江戸線へようこそ〜（千夏）

2010年
- しまじろう ヘソカ（おじぎそう）
- 世紀末オカルト学院（アイドル）
- みつどもえ（2010年 - 2011年、加藤真由美、赤羽、沼南） - 2シリーズ
- 夢色パティシエール（早見エリカ）

2011年
- フリージング（ティシー＝フェニール）
- 輪るピングドラム（藍）
- ゆるゆり（2011年 - 2015年、古谷楓） - 3シリーズ
- Rio RainbowGate!（エル・アダムス、イル・アダムス）

2012年
- だから僕は、Hができない。（ウルス）
- ちとせげっちゅ!!（ちとせ母、店員）
- リコーダーとランドセル シリーズ（2012年 - 2013年、ヒナちゃん、女子生徒C） - 3シリーズ
- レゴ ニンジャゴー シリーズ（2012年 - 2017年、ニャー） - 3シリーズ

2013年
- あいまいみー（2013年 - 2017年、麻衣、セントラル麻衣会議の麻衣、トマティーナの人々、ユニコーン 他） - 3シリーズ
- 宇宙戦艦ヤマト2199（岬百合亜）
- DEVIL SURVIVOR2 the ANIMATION（イオ〈新田維緒〉）
- ビビッドレッド・オペレーション（四宮ひまわり）
- フリージング ヴァイブレーション（ティシー＝フェニール）
- ラブライブ!（2013年 - 2014年、南ことり） - 2シリーズ

2014年
- トリニティセブン（神無月アリン）
- Z/X IGNITION（リゲル）

2015年
- あるいは現在進行形の黒歴史（マリス）
- 小森さんは断れない!（小森しゅり）
- 実は私は（紫々戸獅穂）
- にゅるにゅる!!KAKUSENくん（ハナタソ）
- 不思議なソメラちゃん（女子高生B、村人、メヌースー〈第10話〉）
- ミリオンドール（鎌倉ひなみ）
- レーカン!（コギャル霊）

2016年
- 終末のイゼッタ（ビアンカ）
- 鷹の爪GT（怪人 マネージャーの岬）
- ダンガンロンパ3 -The End of 希望ヶ峰学園- 未来編 / 希望編（苗木こまる）
- 美少女遊戯ユニット クレーンゲールGalaxy（ヒカル）
- ビッグオーダー（源寧々）
- リルリルフェアリル（2016年 - 2018年、ひまわり、アキアカネ、のこ、ぴぃす、モモ、柚木くるみ） - 3シリーズ

2017年
- チェインクロニクル 〜ヘクセイタスの閃〜（マリナ）
- けものフレンズ（2017年 - 2019年、かばん、ラッキービースト、ミライ） - 2シリーズ
- まけるな!!あくのぐんだん!（第4話ナレーション）

2018年
- ねこねこ日本史（お栄、江、家臣A、アメリカ将校）
- ブラッククローバー（2018年 - 2021年、シルフ / ベル、フラギル・トルメンタ）
- 伊藤潤二『コレクション』（小川）
- デュエル・マスターズ シリーズ（2018年 - 2022年、ミノマル / ミノガミ） - 5シリーズ
- フルメタル・パニック! Invisible Victory（サチ・シノハラ）
- お前はまだグンマを知らない（篠岡京、少年）
- 百錬の覇王と聖約の戦乙女（志百家美月）
- 悪偶 -天才人形-（カルリチ）
- となりの吸血鬼さん（青木夕）
- RELEASE THE SPYCE（青葉初芽）

2019年
- 五等分の花嫁（2019年 - 2023年、松井） - 2シリーズ
- RobiHachi（ティアニー）
- Z/X Code reunion（リゲル）
- 神田川JET GIRLS（2019年 - 2020年、翠田いのり）
- 本好きの下剋上 司書になるためには手段を選んでいられません（2019年 - 2022年、フリーダ） - 3シリーズ

2020年
- マギアレコード 魔法少女まどか☆マギカ外伝（2020年 - 2022年、天音月咲） - 3シリーズ
- ＜Infinite Dendrogram＞-インフィニット・デンドログラム-（エリザベート・S・アルター）
- レヱル・ロマネスク（ラン）
- ストライクウィッチーズ ROAD to BERLIN（服部静夏）

2021年
- オルタンシア・サーガ（クー・モリモル）
- やくならマグカップも（真土泥右衛門、松瀬理央） - 2シリーズ
- 不滅のあなたへ（2021年 - 2025年、パロナ、ハンナ） - 3シリーズ
- ぐんまちゃん（2021年 - 2023年、あおま、宇宙あおま、ハニワマンH） - 2シリーズ
- ワッチャプリマジ!（2021年 - 2022年、弥生ひな）
- 真の仲間じゃないと勇者のパーティーを追い出されたので、辺境でスローライフすることにしました（2021年 - 2024年、テオドラ、エスタ） - 2シリーズ

2022年
- RPG不動産（イサナ）
- Engage Kiss（蜂須賀莎花）
- ぷにるんず（2022年 - 2025年、らぶるん、ゆかのママ） - 3シリーズ
- ポプテピピック TVアニメーション作品第二シリーズ（テピバッグ）

2023年
- 転生貴族の異世界冒険録〜自重を知らない神々の使徒〜（シルク・フォン・サンタナ）
- 好きな子がめがねを忘れた（川戸あすか）
- 英雄教室（イオナ）
- 忍ばない!クリプトニンジャ咲耶（2023年 - 2025年、シャオラン）
- アンダーニンジャ（山田、女子生徒5）

2024年
- エルフさんは痩せられない。（猪野明穂、奥、子供）
- 魔王様、リトライ!R（エンジェル・ホワイト）

2025年
- ある魔女が死ぬまで（魔女A）
- アークナイツ【焔燼曙明/RISE FROM EMBER】（アリーナ）

### 劇場アニメ
2000年代
- 天上人とアクト人最後の戦い（2009年、日高チカラ）

2010年代
- ストライクウィッチーズ 劇場版（2012年、服部静夏）
- 宇宙戦艦ヤマト2199 星巡る方舟（2014年、岬百合亜）
- アリス・イン・ドリームランド（2015年、アリス）
- ラブライブ!The School Idol Movie（2015年、南ことり）
- 鷹の爪8 吉田くんの×ファイル（2016年、つっちー）
- DCスーパーヒーローズvs鷹の爪団（2017年、マリエ）
- 劇場版 トリニティセブンシリーズ（2017年 - 2019年、神無月アリン） - 2作品
- ストライクウィッチーズ 劇場版 501部隊発進しますっ！（2019年、服部静夏）

2020年代
- ブラッククローバー 魔法帝の剣（2023年、ベル）
- がんばっていきまっしょい（2024年、安田夏央莉）

### OVA
- たまゆら（2010年、女子高生）
- ラブライブ!（2010年 - 2016年、南ことり） - 7作品
- Baby Princess 3Dぱらだいす0（ラブ）（2011年、蛍[155]）
- 絶滅危愚少女 Amazing Twins（2014年、等々力あまね[156]）
- チェインクロニクル 〜ショートアニメ〜（2014年、バリエナ[157]）
- 勇者になれなかった俺はしぶしぶ就職を決意しました。（2014年、ミュリ・チェイサー）
- ゆるゆり なちゅやちゅみ!（2014年、古谷楓）
- たまゆら〜卒業写真〜（2015年、進藤巧美[158]）
- 宇宙戦艦ヤマト2202 愛の戦士たち（2017年、岬百合亜[159]）
- 神田川JET GIRLS ここから始まる東京ガールズプロモーション（2020年、翠田いのり）

### Webアニメ
- 食べちゃったっていいのにな!（2018年、あかつき〈桃〉[160][161]）
- ようこそジャパリパーク（2018年、ラッキービースト、ミライ[162]）
- 「ヒトトキ桐生足利」(2019年、春香、夏樹)
- ちょこっとアニメ けものフレンズ3（2019年、ミライ）
- 伊藤潤二『マニアック』（2023年、村上泉[163]）

### ゲーム
2008年
- 幕末恋華 新選組 DS（深雪太夫、子供、店の女、芸子）

2011年
- デッドエンド Orchestral Manoeuvres in the Dead End（ヘンゼル）

2012年
- ガールフレンド（仮）（2012年 - 2024年、長谷川美卯）

2013年
- アンジュ・ヴィエルジュ 〜第2風紀委員 ガールズバトル〜（テオドーチェ）
- ウチの姫さまがいちばんカワイイ（蕾姫 ヒナ・ルル）
- 神様と運命革命のパラドクス（アサギ）
- ビビッドレッド・オペレーション -Hyper Intimate Power-（四宮ひまわり）
- ファンタジスタドール ガールズロワイヤル（ラマルク）
- 嫁コレ（四宮ひまわり、イオ / 新田維緒）
- ラブライブ! スクールアイドルフェスティバル（2013年 - 2023年、南ことり）

2014年
- Z/X IGNITION 五世界の輪舞（リゲル）
- 絶対絶望少女 ダンガンロンパ Another Episode（苗木こまる）
- 潜入ゲーム 1st Story（ピナ）
- ハマトラ Look at Smoking World（エヌ）
- バレットガールズ（金園優理奈）
- 封印勇者!マイン島と空の迷宮（銃撃女王 クロエ）
- 魔法少女大戦 ZANBATSU（ゆま）
- 流線系エンカウンター 2nd Season（ウルスラ）
- ロボットガールズZ ONLINE（ライディ〈ライディーン〉）

2015年
- オメガラビリンス（美桃なこ）
- オルタンシア・サーガ -蒼の騎士団-
- グランブルーファンタジー（2015年 - 2023年、アンチラ、南ことり）
- ケイオスドラゴン 混沌戦争
- けものフレンズ（パークガイド）
- 限界凸起 モエロクリスタル（ナーヴァ）
- ザクセスヘブン（風祭天国）
- 白猫プロジェクト（エシリア・ファーニス）
- 神撃のバハムート（ポーラ）
- 戦国姫譚MURAMASA-雅-（武田信玄）
- ディフェンスウィッチーズ（ジル）
- デビルサバイバー2 ブレイクレコード（イオ / 新田維緒）
- 刻のイシュタリア（審判の天使 イスラフィール、森の魔女ペプレド）
- ペルソナ4 ダンシング・オールナイト（上杉たまみ）
- ミラクルガールズフェスティバル（四宮ひまわり）
- ルミナスアーク インフィニティ（カスミ）
- レーシング娘。（浪花小蒔）
- LEGO®ニンジャゴー ローニンの影(かげ)（ニャー）

2016年
- かんぱに☆ガールズ（ミカエラ・ザッカルド）
- 鏡界の白雪（月並あたる）
- シノビナイトメア（キチョウ）
- チェインクロニクル〜絆の新大陸〜（2016年 - 2020年、ケテ、ミアセラ、アリシア＝イーデルシア）
- 電波人間のRPG FREE!（テルル）
- ドリフトガールズ（ヒオン）
- ハイドアンドファイア（ローズ）
- パズルオブエンパイア（エリザベス、豊臣秀吉）
- バレットガールズ2（金園優理奈）
- ファントム オブ キル（蜻蛉切）
- 編隊少女 -フォーメーションガールズ-（オトライン・キッテル）
- ぷよぷよ!!クエスト（2016年 - 2019年、ゲンブ、ミヤビ、サンドラ）
- りりくる Rainbow Stage!!!（玖雅山アリス）

2017年
- 一血卍傑-ONLINE-（ハチカヅキヒメ）
- ヴァルキリーコネクト（タマモ、ディエラ）
- オメガラビリンスZ（美桃なこ）
- CARAVAN STORIES（モーリー）
- クイズRPG 魔法使いと黒猫のウィズ（セティエ・レー）
- スーパーロボット大戦V（岬百合亜）
- デスティニーチャイルド（メブ）
- 塔亰Clanpool（霧隠ミクリ）
- ヘリックスホライゾン（フィカ）
- 魔法陣少女 ノブナガサーガ（ネロ）
- マギアレコード 魔法少女まどか☆マギカ外伝（2017年 - 2022年、天音月咲、御崎海香）
- 四女神オンライン CYBER DIMENSION NEPTUNE（ブーケ）
- ららマジ（向井春香）
- レゴニンジャゴー ムービー ザ・ゲーム（ニャー）

2018年
- オーディナルストラータ（アデリナ）
- エターナルリンケージ -蒼穹のアムネシア-（シャマール）
- けものフレンズぱびりおん（ラッキービーストI型）
- ねこ島日記（猫ボイス）
- こえかつ（佐々木結菜）
- ぷちぐるラブライブ!（南ことり）
- OVERHIT  (ソフィア)
- 三国BASSA!!（貂蝉）
- フルメタル・パニック！ 戦うフー・デアーズ・ウィンズ（サチ・シノハラ）
- 三極ジャスティス（ダクシス）
- 京刀のナユタ (六花かのん)
- メギド72（2018年 - 2023年、ジズ）
- バレットガールズ ファンタジア（金園優理奈）
- ミトラスフィア（巫女姫、ロリポップ）
- キュイディメ（セロリとゆり根炒め、ポップコーン）
- ファンタジーアース ジェネシス（フロース）
- ドラガリアロスト（メルサ）
- プレカトゥスの天秤（シキ・ユズリハ）
- マーダーメイデン（雛詩遥）

2019年
- エターナルスカーレット（アリス）
- アズールレーン（2019年 - 2020年、セントー） - 2作品
- RELEASE THE SPYCE secret fragrance（青葉初芽）
- 47 HEROINES（若松舎人）
- ドラゴンクエスト ライバルズ（レックス、タバサ）
- トリニティセブン -夢幻図書館と第7の太陽-（神無月アリン）
- 結城友奈は勇者である 花結いのきらめき（2019年 - 2021年、青葉初芽）
- 永遠の七日（リリコ）
- キグルミキノコ Q-bit（黒猫森きのん）
- けものフレンズ3（ミライ、ラッキービースト）
- ラブライブ! スクールアイドルフェスティバル ALL STARS（2019年 - 2023年、南ことり）
- Z/X Code OverBoost（リゲル）
- 桜降る代に決闘を（トコヨ）

2020年
- 神田川JET GIRLS（翠田いのり）
- 絵師神の絆（サファイア）
- レッド：プライドオブエデン（サラ、アイリーン）
- ワールドウィッチーズ UNITED FRONT（服部静夏）

2021年
- 機動戦士ガンダム バトルオペレーション コードフェアリー（バルバラ・ハハリ）
- ラブライブ!スクールアイドルフェスティバル 〜after school ACTIVITY〜 わいわい!Home Meeting!!（南ことり）
- FUSHO-浮生-（侍女・蓮芯）
- きららファンタジア（小森しゅり）
- 白夜極光（クロ、アンシア、エルシー）
- パズルガールズ（シャルンホルスト）
- 永遠の7日-終わりなき始まり（リリコ）
- ワッチャプリマジ!（2021年 - 2023年、ひな） - 2作品

2022年
- ユグドラ・レゾナンス（マリベル）

2023年
- 勝利の女神:NIKKE（クエンシー）
- サクライグノラムス（帰蝶）
- ラブライブ! スクールアイドルフェスティバル2 MIRACLE LIVE!（2023年 - 2024年、南ことり）
- タワーオブスカイ（スプレ）
- ポケモンマスターズEX（2023年 - 2024年、ネモ）
- 404 GAME RE:SET -エラーゲームリセット-（ザクソン）

2024年
- ファントム オブ キル -オルタナティブ・イミテーション-（蜻蛉切）
- レゾナンス:無限号列車（ジュリアン）
- 魔女のふろーらいふ（カルル）

2025年
- 魔法少女まどか☆マギカ Magia Exedra（天音月咲）

### ドラマCD
- おしおきエクスキュート（ベアトリーチェ[248]）※とらのあな専売[249]
- Serengeti 第1巻（校條なつめ[250]）
- 剣神の継承者（桜井日奈子）※コミカライズ第1巻CD付き特装版
- 魔術士オーフェンはぐれ旅 約束の地で（イシリーン）
- 妄想ボイスCDシリーズ[251]
  - 赤ちゃんCD
  - いたずらCD
  - お医者さんごっこCD
  - おねだりCD 悪魔のいたずら
  - おねだりCD 天使のささやき
  - キャバクラごっこCD
  - 方言CD[252]
  - 本当は怖い女CD
- りりくる - LIly LYric cyCLE - Vol.1 - 3（玖雅山アリス[253]）
- りりくる - LIly LYric cyCLE - Extra episode 夏休み編 -smile with sun- / 冬休み編 -trust in snow-（玖雅山アリス[254]）
- ドラマCD りりくるVol.7『輝く!? スターの条件!』（玖雅山アリス[255]）※初回限定版封入
- YRAラジオヤマト Vol.1 - 4（岬百合亜）
- Z/X -Zillions of enemy X- NF DramaCD
  - Z/X -Zillions of enemy X- NF DramaCD (6)「りげる★くらいしす」（リゲル）
  - Z/X -Zillions of enemy X- NF DramaCD (12)「さみしがりアニムスとぬいぐるみフレンズ」（リゲル）

### ラジオドラマ
※はWebラジオ番組。
- TVアニメ「ビッグオーダー」後日談的オリジナルオーディオドラマ（2016年※、源寧々）

### 吹き替え
- ピッチ・パーフェクト（2015年、オーブリー〈アンナ・キャンプ〉）※パルコ / ハピネット版
- レゴニンジャゴー ザ・ムービー（2017年、ニャー）
- スターシップ・トゥルーパーズ レッドプラネット（英語版）（2018年、エイミー・スナップ[256]）
- AND JUST LIKE THAT... / セックス・アンド・ザ・シティ新章（2021年、リリー・ゴールデンブラット〈キャシー・アン〉[257]）
- バブル バス ベイ（2023年、ジップ[258]）
- ネコのクラちゃん Ordinary days（2025年、ミル エール[259]）

### ナレーション
番組
- そんなバカなマン（フジテレビ）
- 安政遠足侍マラソン（群馬テレビ）
- さよなら、フーテン人生〜フーテン達が自分を変える720時間山ごもり〜（日本テレビ）
- バラエティ開拓バラエティ 日村がゆく（AbemaTV）
- ここからはじまる物語。（MBS）[260][注 14][261]
- ナショナルジオグラフィック『動物の赤ちゃん物語』 (2018年、ナショジオワイルド)
- ダーウィンが来た! 〜生きもの新伝説〜(2018年12月16日、赤ちゃん猿役、NHK総合)
- TOKYOストーリーズ ＃キリトリジャンクション(BSフジ)
- 業界調査バラエティー！こんな事でモメてます(テレビ東京)
- 林修の今でしょ！講座 2時間スペシャル（2021年1月26日、テレビ朝日）[262]
- かまいガチ（2021年4月23日、テレビ朝日）

その他
- ラピスCD vol.2『ココロを癒す 涙の瞑想』
- ラピスCD vol.4『愛を育む キャンドルの瞑想』
- 日本メドトロニック
- 『フーリッシュ3』商品説明
- ヤマト音楽団大式典2012
- JTB公式HP 素敵な日本人へ〜命をつないだJTBの役割〜 JTB[263][注 15]
- 三越伊勢丹通信販売『ときめきダイレクト』[264][265]
- ヒーロー文庫『最強タンクの迷宮攻略』PV[266]
- コンプエース『勇者召喚に巻き込まれたけど、異世界は平和でした』CM[267]

### デジタルコミック
- VOMIC CRASH! 特別バージョン（白星花）

### ASMR
- 蓄音レヱル 第5弾（2020年、ラン）
- 日本酒のおとも 甘ふわ乙女とドキドキ宅飲み（2022年、ユメ[268]）

### ラジオ
※はインターネット配信。
- あいまいなオカピ（2005年 - 2006年、ラジオ大阪・ラジオ日本）
- 空上げラジオ（2009年、ランティスウェブラジオ※）
- 江戸東京人セミナー（2009年 - 、ポッドキャスト※）生徒&進行役、不定期配信
- ラジオ「キディ・ガーランド」GTO喫茶室「タッチ&ゴー!」（2009年 - 2010年、ランティスウェブラジオ※）
- 声優Vステグランプリガール アニメGOE（2010年 - 2011年、ラジオ大阪）
- ラジオどっとあい 内田彩の彩色＊パレット43代目（2010年、BBQR※、超!A&G+※）
- 橘田いずみと内田彩のフリージング ウエストミドルフィールド ゼネティックス学園分校!!（2010年 - 2011年、HiBiKi Radio Station※）
- YRAラジオヤマト（2012年 - 2013年、2014年 - 2015年、音泉※）
- アメツイ愚ラジオ（2014年、音泉※）
- 内田さんと浅倉さん[269] （2014年 - 2017年、超!A&G+※）
- おひるのほーむるーむ[270] （2014年 - 2015年、FMぐんま）
- 内田彩の「うちださんのおうっちー」[271]（2015年 - 、FMぐんま）
- うちだのいぬまに（2014年 - 2016年、ListenRadio※→超!A&G+※）
- 緑川光・今井麻美・内田彩のチェンクロラジオ[272] （2014年 - 2016年、文化放送・ラジオ大阪・超!A&G+※）
- せがあぷラジオ（2016年 - 2017年、文化放送）[273]
- チェインクロニクル公式WEBラジオ「ちぇんらじ」（2017年 - 、音泉※・YouTube※）[274]
- 内田彩の今夜一献傾けて（2017年 - 、音泉※）[275]
- 内田彩の一年の計がイッパイあり（2018年 - 、マンガPark※）[276]
- 内田彩・飯田里穂のしゅわしゅわ八方美人（2018年 - 2019年、ラジオ大阪・ニコニコ動画※）[277]
- レッドプライドオブエデンプレゼンツ『エデン大陸放送局』！（2020年 - 、音泉※）[278]

### ラジオCD
- ラジオCD ビビッドレッド・ラジオペレーション Vol.3（特別版ゲスト）
- ラジオCD YRAラジオヤマトvol.1 -
- ラジオCD アメツイ愚ラジオ
- ラジオCD 新田恵海のえみゅーじっく♪まじっく☆ つん3（録りおろし特別版ゲスト）
- 内田さんと浅倉さん DJCD vol.1 〜試される探偵〜
  - 内田さんと浅倉さんDJCD vol.2 〜金沢への招待状〜
  - 内田さんと浅倉さんDJCD vol.3 〜仙台・探偵の自分探し〜
  - 内田さんと浅倉さんDJCD vol.4 〜松島・試練の細道〜

### テレビ番組
※はインターネット配信。
- うっちー&くっすんの 〇〇ないと☆（2011年 - 2014年、アメスタ※）
- ラブライ部 ニコ生課外活動 〜ことほのうみ〜（2011年、ニコニコ生放送※）[279]
- 教えて!デッドエンドTV（2011年、デッドエンド Orchestral Manoeuvres in the Dead End公式サイト※）
- 生あいまいみー（2013年、ニコニコ生放送※）
- ビビッドレッド・オペレーション／ニコ生トーク・オペレーション！ 第4回・第5回・第6回・第10回・第12回（2013年、ニコニコ生放送※）
- 声優グランプリチャンネル（2013年 - 2014年、ニコニコ生放送※）1回目、2回目以降毎月第2金曜日[注 16] [280]
  - 内田彩のもっとお水ください！（2014年 - 2016年）[注 16]
  - 内田彩のもっとキミを道ズレ！（2016年 - ）[注 16]
- 魔法笑女マジカル☆うっちー（2014年 - 2023年、アイドル専門チャンネルPigoo）
- さよなら、フーテン人生〜フーテン達が自分を変える720時間山ごもり〜（2016年、日本テレビ）
- バラエティ開拓バラエティ 日村がゆく（2017年 - 2020年、AbemaTV※） – おりょう 役[281]
- 声優と夜あそび（2018年 - 2019年、AbemaTV・アニメLIVEチャンネル※）月曜パーソナリティ[282]
- LINE LIVE ※（2019年 - ）

### テレビドラマ
- 真犯人フラグ（2021年、劇中アニメ『シベツ』ムカワ）

### パチンコ・スロット機
- CRぱちんこ Rio-Rainbow Road-（イル、エル）
- パチスロRPG スゴスロ（女神、トリフグ）
- パチスロ デビルサバイバー2 最後の7日間（イオ〈新田維緒〉）
- アイマリンプロジェクト第3弾（アイマリン[283]）
  - CRAスーパー海物語 IN 沖縄4 with アイマリン（アイマリン）
  - PAスーパー海物語 IN 沖縄5 with アイマリン（アイマリン）
- パチスロ Z/X IGNITION（リゲル）
- パチスロ ビビッドレッド・オペレーション（四宮ひまわり）
- Pビビッドレッドオペレーション（四宮ひまわり）
- スマスロ マギアレコード 魔法少女まどか☆マギカ外伝（2025年、天音月咲）
- e マギアレコード 魔法少女まどか☆マギカ外伝（2025年、天音月咲）

### 映画
- 劇場版 カンナさん大成功です!（2009年、工場の先輩、女子中学生〈アニメーションpart声〉）

### 舞台
- 2011リーディングシアターvol.1 1st（2011年1月16日、シアターKASSAI）
- JTBエンタテインメント第1回公演 朗読劇「ハックルベリーにさよならを」（2012年10月2日、なかの芸能小劇場）ケンジ 役[284]
- 朗読劇「Nのために」（2023年10月14日、山野ホール）野口奈央子 役[285]
- 声優×芸人 朗読劇「WARAI-GOE〜encore〜」（2022年4月16日 - 4月17日、よしもと有楽町シアター）
- 声優×芸人 朗読劇「WARAI-GOE」（2023年8月24日、紀伊國屋ホール）
- ワッチャ！リーディング！マジック！（2023年9月15日 - 16日、一ツ橋ホール） - 弥生ひな 役[286]
- 江戸川乱歩朗読劇 幻調乱歩3「東京ニュートロン曠野」（2024年9月8日、イイノホール）[287]
- 江戸川乱歩朗読劇「幻調乱歩大系」（2025年3月6日 - 9日、草月ホール）[288]
- 幻調乱歩4 夜明けに怯える怪機城（2025年8月30日〈予定〉、イイノホール）[289]

### その他コンテンツ
- モンスターヴェルト・オンライン 『ミス農園娘グランプリ』
- 2012年 Animelo Summer Live 2012 -INFINITY∞-（μ's from ラブライブ!として初出演）
- 2013年 Animelo Summer Live 2013 -FLAG NINE-（μ's）
- 2014年 Animelo Summer Live 2014 -ONENESS-（μ's）
- 2015年 Animelo Summer Live 2015 -THE GATE-（8月28・29日：28日はμ'sとして。29日はソロとして初出演）
- アニメちゃんに会える国（ポルチーニの声）
- おしおきエクスキュート コミックス第2巻購入特典オーディオドラマ（2018年、ベアトリーチェ[248]）
- きせかえ音楽プレイヤー 内田彩きせかえパック（2017年）
- サンシャイン水族館×けものフレンズコラボ 音声ガイド（2018年、ミライの声）
- 東武動物公園 ×けものフレンズ2 コラボレーション企画「けものフレンズ2 東武ジャパリパーク 」（2018年、ラッキービーストの声）
- アプリ「MAPLUS+声優ナビ」（2018年、ラッキービースト[290]）
- 2019年「SL D51 498 復活 30 周年記念イベント」 第五弾（東日本旅客鉄道、1月3日・1月12日「SL・EL ぐんまよこかわ」車内アナウンス、2月2日スペシャルイベント実施）[291]
- 内田彩さんの受験勉強応援励ましボイス[292]
- Pokke 花寺に秘められた物語 吉祥寺 境内ガイド（2021年、ナビゲーター[293]）
- 鍛冶屋ではじめる異世界スローライフ 無料版＆小説4巻紙書籍の帯でのURL配布（購入特典）版 ASMRボイスドラマ（2021年、リケ[294]）
- TRUE WIRELESS STEREO EARPHONES 『内田彩』モデル（2021年、オリジナル音声[295]）
- サッポロ生ビール黒ラベル『大人のオーディオドラマ「星の見えるBARで」』（2022年、上倉紗和子 [296]）

## ディスコグラフィ

### シングル
|       | 発売日         | タイトル          | 規格品番                        | 規格品番       | 規格品番   | オリコン 最高位 |
| CD+BD | 発売日         | タイトル          | CD+DVD                          | CD             |            | オリコン 最高位 |
| ----- | -------------- | ----------------- | ------------------------------- | -------------- | ---------- | --------------- |
| 1st   | 2016年11月30日 | SUMILE SMILE      |                                 | COZC-1262/3    | COCC-17234 | 6位             |
| 2nd   | 2018年5月9日   | So Happy          | COZC-1434/5                     | COCC-17449     | 15位       |                 |
| 3rd   | 2019年3月6日   | Sign/Candy Flavor | COZC-1514/5 (A) COZC-1518/9 (B) |                | 16位       |                 |
| 4th   | 2020年3月4日   | Reverb            | COZC-1631/2                     | COCC-17745     | 31位       |                 |
| 5th   | 2021年6月2日   | Pale Blue         | COZC-1753/4                     | COCC-17883     | 11位       |                 |
| 6th   | 2021年11月10日 | Canary Yellow     | COZC-1826/7                     | COCC-17923     | 17位       |                 |
| 7th   | 2023年5月24日  | Preview           | COZC-2018/9                     |                | COCC-18118 | 21位            |
| 8th   | 2024年11月13日 | にぎやかな心たち  |                                 | COZC-2130-2131 | COCC-18233 | 15位            |

### 配信シングル
| 配信開始日    | タイトル                                 | 規格品番   |
| ------------- | ---------------------------------------- | ---------- |
| 2021年2月22日 | ∞リボンをギュッと∞（ぐんまちゃんダンス） | COKM-43098 |
| 2021年3月3日  | ぐんまちゃん えかきうた                  | COKM-43099 |
| 2024年4月1日  | with me                                  | COKM-44845 |
| 2024年8月14日 | うさぎのプティフール                     | COKM-45219 |
| 2025年1月20日 | Explosive Heart                          | COKM-45420 |

### アルバム
|       | 発売日         | タイトル       | 規格品番    | 規格品番     | 規格品番   | オリコン 最高位 |
| CD+BD | 発売日         | タイトル       | CD+DVD      | CD           |            | オリコン 最高位 |
| ----- | -------------- | -------------- | ----------- | ------------ | ---------- | --------------- |
| 1st   | 2014年11月12日 | アップルミント | COZX-2001/2 |              | COCX-1001  | 13位            |
| 2nd   | 2015年7月22日  | Blooming!      | COZX-1067/8 | COZX-1069/70 | COCX-39222 | 9位             |
| 3rd   | 2017年9月13日  | ICECREAM GIRL  | COZX-1365/6 | COZX-1367/8  | COCX-40081 | 2位             |
| 4th   | 2019年11月27日 | Ephemera       | COZX-1597/8 |              | COCX-41001 | 22位            |
| 5th   | 2023年11月8日  | MUSIC          | COZX-2055/6 | COCX-42124   | 22位       |                 |

|                             | 発売日         | タイトル                                       | 規格品番       | 規格品番    | 規格品番      | オリコン 最高位 |
| CD+BD                       | 発売日         | タイトル                                       | CD+DVD         | CD          |               | オリコン 最高位 |
| --------------------------- | -------------- | ---------------------------------------------- | -------------- | ----------- | ------------- | --------------- |
| ミニ                        | 2016年2月10日  | Sweet Tears                                    |                | COZX-1124/5 |               | 8位             |
| ミニ                        | 2016年2月10日  | Bitter Kiss                                    | COZX-1126/7    | 9位         |               |                 |
| コンプリート                | 2018年7月18日  | AYA UCHIDA Complete Box 〜50 Songs〜           | COZX-1460〜3   |             | COCX-40405〜7 | 19位            |
| ライブ                      | 2020年10月28日 | AYA UCHIDA CONCEPT LIVE〜decorate your live!〜 |                | SACX-1065   |               |                 |
| カバー                      | 2021年12月15日 | COVER 〜ROOTS〜                                | POCE-12172     | 111位       |               |                 |
| デビュー10周年 記念アルバム | 2025年7月23日  | Re:birthday                                    | COZX-2188-2189 |             | COCX-42509    |                 |

|                | 発売日        | タイトル                                                   | 規格品番   |
| -------------- | ------------- | ---------------------------------------------------------- | ---------- |
| インスト音源集 | 2024年4月29日 | AYA UCHIDA Complete Instrumental -アップルミント-          | COKM-44846 |
| インスト音源集 | 2024年4月29日 | AYA UCHIDA Complete Instrumental -Blooming!-               | COKM-4484  |
| インスト音源集 | 2024年4月29日 | AYA UCHIDA Complete Instrumental -Sweet Tears/Bitter Kiss- | COKM-44848 |
| インスト音源集 | 2024年4月29日 | AYA UCHIDA Complete Instrumental -ICECREAM GIRL-           | COKM-44849 |
| インスト音源集 | 2024年4月29日 | AYA UCHIDA Complete Instrumental -Ephemera-                | COKM-44850 |
| インスト音源集 | 2024年4月29日 | AYA UCHIDA Complete Instrumental -MUSIC-                   | COKM-44851 |

### タイアップ曲
| 楽曲            | タイアップ                                                                                | 時期   |
| --------------- | ----------------------------------------------------------------------------------------- | ------ |
| アップルミント  | テレビ東京『アニメマシテ』11月度オープニングテーマ                                        | 2014年 |
| SUMILE SMILE    | テレビ番組『Aya Uchida Hello! My Music 〜COLORS〜』オープニングテーマ                     | 2016年 |
| So Happy        | テレビアニメ『お前はまだグンマを知らない』エンディングテーマ                              | 2018年 |
| Bright way      | テレビアニメ『百錬の覇王と聖約の戦乙女』オープニングテーマ                                | 2018年 |
| Sign            | テレビアニメ『五等分の花嫁』エンディングテーマ                                            | 2019年 |
| Reverb          | テレビアニメ『＜Infinite Dendrogram＞-インフィニット・デンドログラム-』エンディングテーマ | 2020年 |
| Pale Blue       | テレビアニメ『やくならマグカップも』エンディングテーマ                                    | 2021年 |
| Canary Yellow   | テレビアニメ『やくならマグカップも 二番窯』エンディングテーマ                             | 2021年 |
| Preview         | テレビアニメ『転生貴族の異世界冒険録 〜自重を知らない神々の使徒〜』オープニングテーマ     | 2023年 |
| Endless roll    | テレビアニメ『転生貴族の異世界冒険録 〜自重を知らない神々の使徒〜』挿入歌                 | 2023年 |
| Explosive Heart | テレビアニメ『戦隊レッド 異世界で冒険者になる』エンディングテーマ                         | 2025年 |

### 映像作品
|                | 発売日         | タイトル                                                 | 規格品番     | 備考                             |
| ライブビデオ   | ライブビデオ   | ライブビデオ                                             | ライブビデオ | ライブビデオ                     |
| -------------- | -------------- | -------------------------------------------------------- | ------------ | -------------------------------- |
| 1st            | 2015年9月30日  | アップルミント Baby, Are you ready to go?                | COXC-1130    |                                  |
| 2nd            | 2016年4月27日  | 2nd SOLO LIVE Blooming! 〜咲き誇れみんな〜               | COXC-1142    |                                  |
| −              | 2016年8月13日  | CONCEPT LIVE SweetTears BitterKiss                       | SAXC-1001    | Complete LIVE COLORS会場限定販売 |
| 3rd            | 2016年12月21日 | AYA UCHIDA Complete LIVE 〜COLORS〜 in 日本武道館        | COXC-1144    |                                  |
| 4th            | 2017年2月8日   | AYA UCHIDA Hello! My Music 〜COLORS〜 Road to 日本武道館 | COXC-1146    |                                  |
|                | 2020年10月28日 | AYA UCHIDA CONCEPT LIVE〜decorate your live!〜           | SAXC-1036    |                                  |
| イメージビデオ |                |                                                          |              |                                  |
| 1st            | 2015年8月26日  | 泣きべそパンダはどこへ行った 〜ハルカカナタ 口笛の旅〜   | COXC-1129    |                                  |
| -              | 2017年3月8日   | AYA UCHIDA Hello! My Music 〜COLORS〜 海辺のVACATION     | COXC-1147    |                                  |

### 歌手参加楽曲
| 発売日         | 商品名                                | 歌 | 楽曲                                               | 備考                                                              |
| -------------- | ------------------------------------- | --- | -------------------------------------------------- | ----------------------------------------------------------------- |
| 2015年5月13日  | ハジマレ, THE GATE!!                  | i☆Ris、angela、井口裕香、今井麻美、内田彩、内田真礼、小野賢章、GRANRODEO、黒崎真音、昆夏美、ZAQ、鈴木このみ、TRUSTRICK、西沢幸奏、Pile、春奈るな、ミルキィホームズ、ゆいかおり                             | 「ハジマレ, THE GATE!!」                           | ライブイベント『Animelo Summer Live 2015 -THE GATE-』テーマソング |
| 2018年5月16日  | Stand by...MUSIC!!!                   | アイドルマスター SideM、アイドルマスター ミリオンライブ！ ミリオンスターズ、亜咲花、伊藤美来、内田彩、内田真礼、オーイシマサヨシ、GRANRODEO(KISHOW)、鈴木このみ、鈴木みのり、竹達彩奈、TRUE、fhána、悠木碧 | 「Stand by...MUSIC!!!」                            | ライブイベント『Animelo Summer Live 2018 "OK!"』テーマソング      |
| 2021年10月20日 | SWITCH!-ぐんまちゃん SONG COLLECTION- | 内田彩 | 「∞リボンをギュッと∞」 「ぐんまちゃん えかきうた」 | テレビアニメ『ぐんまちゃん』関連曲                                |

### キャラクターソング
| 発売日   | タイトル                                                                        | 歌 | 楽曲 | 備考                                                                                |
| 2009年   | 2009年                                                                          | 2009年 | 2009年 | 2009年                                                                              |
| -------- | ------------------------------------------------------------------------------- | --- | --- | ----------------------------------------------------------------------------------- |
| 11月25日 | Baby universe day                                                               | アスクール（内田彩）、ク・フィーユ（合田彩） | 「Baby universe day」 | テレビアニメ『キディ・ガーランド』オープニングテーマ                                |
| 11月25日 | Baby universe day                                                               | アスクール（内田彩）、ク・フィーユ（合田彩） | 「Day×Day」 | テレビアニメ『キディ・ガーランド』挿入歌                                            |
| 12月9日  | キディ・ガーランド エンディングテーマ Ver.1 太陽と月                            | アスクール（内田彩） | 「太陽と月」 | テレビアニメ『キディ・ガーランド』エンディングテーマ                                |
| 12月9日  | キディ・ガーランド エンディングテーマ Ver.1 太陽と月                            | アスクール（内田彩） | 「Growing UP!」 | テレビアニメ『キディ・ガーランド』関連曲                                            |
| 12月23日 | キディ・ガーランド 挿入歌集                                                     | アスクール（内田彩）、ク・フィーユ（合田彩）、ディア（高橋夢波） | 「うたを歌おう♪」 | テレビアニメ『キディ・ガーランド』挿入歌                                            |
| 12月23日 | キディ・ガーランド 挿入歌集                                                     | アスクール（内田彩） | 「カボチャプリンのうた」 | テレビアニメ『キディ・ガーランド』挿入歌                                            |
| 2010年   |                                                                                 | | |                                                                                     |
| 2月10日  | キディ・ガーランド キャラクターソング Vol.1 ぽきゅぽきゅーんッと行きましょう！  | アスクール（内田彩） | 「ぽきゅぽきゅーんッと行きましょう！」 「未来ヒストリー」 | テレビアニメ『キディ・ガーランド』関連曲                                            |
| 11月24日 | みつどもえ キャラクターソング Vol.6 佐藤が好きでしょうがない隊                  | 佐藤が好きでしょうがない隊 | 「もぅ絶対I♡YO」 「佐藤くんが好きでしょうがない隊」 | テレビアニメ『みつどもえ』関連曲                                                    |
| 2011年   |                                                                                 | | |                                                                                     |
| 5月25日  | Love marginal                                                                   | Printemps | 「Love marginal」 「sweet&sweet holiday」 | 『ラブライブ！』関連曲                                                              |
| 7月27日  | ぎゅっとBABY☆愛なんだBABY                                                       | 蛍（内田彩）、氷柱（藤田咲）、星花（三森すずこ） | 「ぎゅっとBABY☆愛なんだBABY」 | OVA『Baby Princess 3Dぱらだいす0』オープニングテーマ                                |
| 7月27日  | ぎゅっとBABY☆愛なんだBABY                                                       | 蛍（内田彩）、氷柱（藤田咲）、星花（三森すずこ） | 「MELODY」 | OVA『Baby Princess 3Dぱらだいす0』関連曲                                            |
| 12月14日 | ことりLovin' you                                                                | 南ことり（内田彩） | 「スピカテリブル」 「僕らのLIVE 君とのLIFE」 「友情ノーチェンジ」 「Snow halation」 「baby maybe 恋のボタン」 「Love marginal」 「sweet&sweet holiday」 「夏色えがおで1,2,Jump!」 「Mermaid festa vol.1」 | 『ラブライブ！』関連曲                                                              |
| 2012年   |                                                                                 | | |                                                                                     |
| 3月21日  | ストライクウィッチーズ劇場版 オリジナル・サウンドトラック                       | 石田燿子 & 第501統合戦闘航空団 with 服部静夏（内田彩） | 「約束の空へ 〜私のいた場所〜」 | 劇場アニメ『ストライクウィッチーズ 劇場版』主題歌                                   |
| 4月18日  | ストライクウィッチーズ劇場版 主題歌コレクション                                 | 服部静夏（内田彩） | 「約束の空へ 〜私のいた場所〜 Type-服部静夏」 | 劇場アニメ『ストライクウィッチーズ 劇場版』主題歌                                   |
| 6月27日  | 告白日和、です！                                                                | 南ことり（内田彩）、小泉花陽（久保ユリカ） | 「告白日和、です！」 | 『ラブライブ！』関連曲                                                              |
| 6月27日  | 告白日和、です！                                                                | 南ことり（内田彩） | 「ぶる〜べりぃ♥とれいん」 | 『ラブライブ！』関連曲                                                              |
| 2013年   |                                                                                 | | |                                                                                     |
| 2月20日  | ススメ→トゥモロウ/START:DASH!!                                                  | 高坂穂乃果（新田恵海）、南ことり（内田彩）、園田海未（三森すずこ） | 「ススメ→トゥモロウ」 「START:DASH!!」 | テレビアニメ『ラブライブ！』挿入歌                                                  |
| 3月9日   | ギリギリ最強あいまいみー！                                                      | 愛（大坪由佳）、麻衣（内田彩）、ミイ（内田真礼） | 「ギリギリ最強あいまいみー！」 | テレビアニメ『あいまいみー』主題歌                                                  |
| 3月9日   | ギリギリ最強あいまいみー！                                                      | 麻衣（内田彩） | 「まいまい戦記〜外伝〜」 | テレビアニメ『あいまいみー』関連曲                                                  |
| 3月9日   | ギリギリ最強あいまいみー！                                                      | 麻衣（内田彩）、ミイ（内田真礼） | 「みんなの虚空戦士」 | テレビアニメ『あいまいみー』関連曲                                                  |
| 4月24日  | ビビッドレッド・オペレーション Blu-ray&DVD 第2巻特典CD                          | 一色あかね（佐倉綾音）、四宮ひまわり（内田彩） | 「Stray Sheep Story」 | テレビアニメ『ビビッドレッド・オペレーション』エンディングテーマ                    |
| 4月24日  | ビビッドレッド・オペレーション Blu-ray&DVD 第2巻特典CD                          | 三枝わかば（大坪由佳）、四宮ひまわり（内田彩） | 「mealstrom」 | テレビアニメ『ビビッドレッド・オペレーション』関連曲                                |
| 4月24日  | ラブライブ！ Blu-ray 第2巻初回限定版特典CD                                      | 南ことり（内田彩）、園田海未（三森すずこ） | 「Anemone heart」 | テレビアニメ『ラブライブ！』関連曲                                                  |
| 5月29日  | ビビッドレッド・オペレーション Blu-ray&DVD 第3巻特典CD                          | 一色あかね（佐倉綾音）、二葉あおい（村川梨衣）、三枝わかば（大坪由佳）、四宮ひまわり（内田彩）、黒騎れい（内田真礼）                                                                                                   | 「Vivid Shining Sky」 | テレビアニメ『ビビッドレッド・オペレーション』エンディングテーマ                    |
| 5月29日  | ビビッドレッド・オペレーション Blu-ray&DVD 第3巻特典CD                          | 一色あかね（佐倉綾音）、二葉あおい（村川梨衣）、三枝わかば（大坪由佳）、四宮ひまわり（内田彩）、黒騎れい（内田真礼）                                                                                                   | 「Let's be together!!」 | テレビアニメ『ビビッドレッド・オペレーション』関連曲                                |
| 8月21日  | Pure girls project                                                              | Printemps | 「Pure girls project」 「UNBALANCED LOVE」 | 『ラブライブ！』関連曲                                                              |
| 8月21日  | あいまいみー オリジナルサウンドトラック+                                        | 麻衣（内田彩） | 「まいまい伝説〜飛翔編〜」 | テレビアニメ『あいまいみー』関連曲                                                  |
| 9月25日  | ラブライブ！ Blu-ray アニブロゲーマーズ全巻購入特典CD                           | Printemps | 「ぷわぷわーお！」 | テレビアニメ『ラブライブ！』関連曲                                                  |
| 10月2日  | ストライクウィッチーズ劇場版 秘め歌コレクション4                                | 宮藤芳佳（福圓美里）、坂本美緒（世戸さおり）、服部静夏（内田彩） | 「リバウ航空隊」 「Endless Sky」 「約束の空へ 〜私のいた場所〜」 | 劇場アニメ『ストライクウィッチーズ 劇場版』関連曲                                   |
| 10月2日  | ストライクウィッチーズ劇場版 秘め歌コレクション4                                | 服部静夏（内田彩） | 「笑顔のランデヴー」 | 劇場アニメ『ストライクウィッチーズ 劇場版』関連曲                                   |
| 2014年   |                                                                                 | | |                                                                                     |
| 8月20日  | りりくる キャラクターデュオシリーズ アリス♥伊吹『Doki Doki スキランブル！』     | アリス（内田彩）♥伊吹（大坪由佳） | 「Doki Doki スキランブル！」 | ドラマCD『りりくる - LIly LYric cyCLE -』関連曲                                     |
| 8月23日  | 全力炸裂あいまいみー!!                                                          | 愛（大坪由佳）、麻衣（内田彩）、ミイ（内田真礼） | 「全力炸裂あいまいみー!!」 | テレビアニメ『あいまいみー -妄想カタストロフ-』主題歌                               |
| 8月23日  | 全力炸裂あいまいみー!!                                                          | 愛（大坪由佳）、麻衣（内田彩）、ミイ（内田真礼） | 「百華流麗」 | テレビアニメ『あいまいみー -妄想カタストロフ-』挿入歌                               |
| 8月23日  | 全力炸裂あいまいみー!!                                                          | 麻衣（内田彩） | 「virginity」 | テレビアニメ『あいまいみー -妄想カタストロフ-』関連曲                               |
| 11月12日 | 永遠フレンズ                                                                    | Printemps | 「永遠フレンズ」 「小夜啼鳥恋詩」 | ゲーム『ラブライブ！ スクールアイドルフェスティバル』関連曲                         |
| 11月19日 | BEAUTIFUL≒SENTENCE                                                              | メイガス・トゥー | 「BEAUTIFUL≒SENTENCE」 | テレビアニメ『トリニティセブン』エンディングテーマ                                  |
| 11月21日 | ラブライブ！ 2nd Season BD第6巻特典CD                                           | 南ことり（内田彩）、小泉花陽（久保ユリカ） | 「好きですが好きですか?」 | テレビアニメ『ラブライブ！』関連曲                                                  |
| 12月25日 | ラブライブ！ 2nd Season ゲーマーズ全巻購入特典CD                                | Printemps | 「CheerDay CheerGirl!」 | テレビアニメ『ラブライブ！』関連曲                                                  |
| 2015年   |                                                                                 | | |                                                                                     |
| 1月28日  | progressive -漸進-                                                              | 苗木誠（緒方恵美）、苗木こまる（内田彩） | 「progressive -漸進-」 | ゲーム『絶対絶望少女 ダンガンロンパ Another Episode』エンディングテーマ             |
| 2月25日  | チェインクロニクルキャラクターソング「Three Hearts」                            | リヒト（緑川光）、ハンフ（今井麻美）、ファルベ（内田彩） | 「Three Hearts」 | ゲーム『チェインクロニクル』関連曲                                                  |
| 2月25日  | チェインクロニクルキャラクターソング「Three Hearts」                            | ファルベ（内田彩） | 「愛、花のように」 | ゲーム『チェインクロニクル』関連曲                                                  |
| 5月20日  | はじまりは隣の席でした                                                          | にゅるズ | 「はじまりは隣の席でした」 | テレビアニメ『にゅるにゅる!!KAKUSENくん2期』オープニングテーマ                      |
| 5月20日  | はじまりは隣の席でした                                                          | にゅるズ | 「全力でアイドルです!!」 | テレビアニメ『にゅるにゅる!!KAKUSENくん2期』エンディングテーマ                      |
| 6月17日  | レーカン！ BD・DVD第0巻特典CD                                                   | 天海響と霊のみなさん | 「成仏のススメ」 | テレビアニメ『レーカン！』関連曲                                                    |
| 7月22日  | 実は私は キャラクターソング vol.1                                               | 白神葉子（芹澤優）、紫々戸獅穂（内田彩）、藍澤渚（水瀬いのり）、朱美みかん（上田麗奈） | 「トロピカルシスターズ」 | テレビアニメ『実は私は』関連曲                                                      |
| 7月22日  | 実は私は キャラクターソング vol.1                                               | 白神葉子（芹澤優）、紫々戸獅穂（内田彩） | 「Starting Heart」 | テレビアニメ『実は私は』関連曲                                                      |
| 7月22日  | 実は私は キャラクターソング vol.1                                               | 紫々戸獅穂（内田彩） | 「月夜のPersuasion way」 | テレビアニメ『実は私は』関連曲                                                      |
| 8月19日  | レーカン！ BD・DVD第2巻特典CD                                                   | コギャル霊（内田彩） | 「チョベリバ・コギャル・ナイト」 | テレビアニメ『レーカン！』関連曲                                                    |
| 9月16日  | レーカン！ BD・DVD第3巻特典CD                                                   | オールスターキャスト | 「カラフルストーリー」 | テレビアニメ『レーカン！』関連曲                                                    |
| 9月23日  | TA・BE・GO・RO@ガール！                                                         | 鎌倉ひなみ（内田彩） | 「TA・BE・GO・RO@ガール！」 | テレビアニメ『ミリオンドール』挿入歌                                                |
| 11月25日 | WAO-WAO Powerful day!                                                           | Printemps | 「WAO-WAO Powerful day!」」 「NO EXIT ORION」 | 『ラブライブ！』関連曲                                                              |
| 12月2日  | ソングス・オブ・チェインクロニクル                                              | リヒト（緑川光）、ハンフ（今井麻美）、ファルベ（内田彩） | 「OPEN YOUR CHRONICLE」 「Three Hearts」 | ゲーム『チェインクロニクル』関連曲                                                  |
| 12月2日  | ソングス・オブ・チェインクロニクル                                              | リノセ（今井麻美）、テリリア（内田彩）、バスマ（村川梨衣）、シュゾン（大坪由佳） | 「SUKI SUKI REAL」 | ゲーム『チェインクロニクル』関連曲                                                  |
| 12月2日  | ソングス・オブ・チェインクロニクル                                              | アルフィン（内田彩）、シャウナ（今井麻美） | 「魔法少女A」 | ゲーム『チェインクロニクル』関連曲                                                  |
| 12月2日  | ソングス・オブ・チェインクロニクル                                              | テリリア（内田彩） | 「ホメホメワンダホー」 | ゲーム『チェインクロニクル』関連曲                                                  |
| 12月2日  | ソングス・オブ・チェインクロニクル                                              | リヒト（緑川光）、ハンフ（今井麻美）、ファルベ（内田彩）、バラクーダ（村川梨衣）、シュゾン（大坪由佳） | 「CHAIN! 〜義勇軍のテーマ〜」 | ゲーム『チェインクロニクル』関連曲                                                  |
| 2016年   |                                                                                 | | |                                                                                     |
| 1月28日  | Z/X -Zillions of enemy X- NF DramaCD (6)「りげる★くらいしす」                   | 各務原あづみ（小倉唯）、リゲル（内田彩） | 「ふたりの世界を探しにいこう」 | ドラマCD『Z/X』関連曲                                                               |
| 2月29日  | オメガラビリンス ソングコレクション♪                                            | 美桃なこ（内田彩） | 「特別のレシピ」 | ゲーム『オメガラビリンス』関連曲                                                    |
| 7月18日  | アイマリンプロジェクト第3弾                                                     | アイマリン（内田彩） | 「Dive to Blue」 | パチンコ『アイマリンプロジェクト』イメージソング                                    |
| 11月16日 | 絶対的晴天青空                                                                  | ダークチェリー | 「Don't call me a loser」 | テレビアニメ『美少女遊戯ユニット クレーンゲールギャラクシー』挿入歌                 |
| 2017年   |                                                                                 | | |                                                                                     |
| 3月12日  | 全員集合、あいまいみー!!!                                                       | 愛（大坪由佳）、麻衣（内田彩）、ミイ（内田真礼） | 「全員集合、あいまいみー!!!」 | テレビアニメ『あいまいみー 〜Surgical Friends〜』オープニングテーマ                 |
| 4月22日  | あいまいみーキャラクターソング+                                                 | 麻衣（内田彩） | 「まいまい神話〜転生編〜」 | テレビアニメ『あいまいみー 〜Surgical Friends〜』関連曲                             |
| 4月22日  | あいまいみーキャラクターソング+                                                 | 愛（大坪由佳）、麻衣（内田彩）、ミイ（内田真礼） | 「ラッキーチャンスを逃がさないで」 | テレビアニメ『あいまいみー 〜Surgical Friends〜』エンディングテーマ                 |
| 4月29日  | 千本桜                                                                          | アイマリン（内田彩） | 「千本桜」 | 『CRスーパー海物語 IN 沖縄4 桜バージョン』テーマソング                              |
| 5月17日  | ガールフレンド（仮） キャラクターソングシリーズ Vol.05                          | 長谷川美卯（内田彩） | 「おさんぽDreamin'」 | ゲーム『ガールフレンド（仮）』関連曲                                                |
| 6月7日   | Japari Café                                                                     | どうぶつビスケッツ＋かばん（内田彩）×PPP | 「けものパレード 〜ジャパリパークメモリアル〜」 「ようこそジャパリパークへ（with かばん）」 | テレビアニメ『けものフレンズ』関連曲                                                |
| 6月7日   | Japari Café                                                                     | かばん（内田彩） | 「きみのままで」 | テレビアニメ『けものフレンズ』関連曲                                                |
| 7月16日  | DEEP BLUE TOWNへおいでよ                                                        | teamうみフレ（内田彩、内田真礼、佐倉綾音） | 「DEEP BLUE TOWNへおいでよ」 | パチンコ『アイマリンプロジェクト』イメージソング                                    |
| 8月25日  | DEEP BLUE SONG                                                                  | アイマリン（内田彩） | 「DEEP BLUE SONG」 | パチンコ『アイマリンプロジェクト』イメージソング                                    |
| 12月13日 | Japari Café2                                                                    | かばん（内田彩）とサーバル（尾崎由香） | 「なかよしマーチ」 | テレビアニメ『けものフレンズ』関連曲                                                |
| 12月13日 | Japari Café2                                                                    | どうぶつビスケッツ＋かばん（内田彩）×PPP / セリフ - コツメカワウソ（近藤玲奈）、アフリカオオコノハズク（三上枝織）、ワシミミズク（上原あかり）、マーゲイ（山下まみ）、ギンギツネ（相坂優歌）、キタキツネ（三森すずこ） | 「ドレミファロンド（フレンズ ver.）」 | テレビアニメ『けものフレンズ』関連曲                                                |
| 2018年   |                                                                                 | | |                                                                                     |
| 3月28日  | ラブライブ！ Solo Live! III from μ's 南ことり Memories with Kotori              | 南ことり（内田彩） | 「Music S.T.A.R.T!!」 「LOVELESS WORLD」 「タカラモノズ」 「Paradise Live」 「それは僕たちの奇跡」 「だってだって噫無情」 「どんなときもずっと」 「COLORFUL VOICE」 「ユメノトビラ」 「SENTIMENTAL StepS」 「Dancing stars on me!」 「KiRa-KiRa Sensation!」 「Happy maker!」 「Shangri-La Shower」 「るてしキスキしてる」 「ミはμ'sicのミ」 「Super LOVE=Super LIVE!」 「Angelic Angel」 「SUNNY DAY SONG」 「僕たちはひとつの光」 「Future style」 「HEART to HEART!」 「嵐のなかの恋だから」 「MOMENT RING」 「さようならへさよなら！」 「Pure girls project」 「UNBALANCED LOVE」 「永遠フレンズ」 「小夜啼鳥恋詩」 「WAO-WAO Powerful day!」 「NO EXIT ORION」 | 『ラブライブ！』関連曲                                                              |
| 7月30日  | Sea Breeze                                                                      | アイマリン（内田彩）&アイワリン（竹達彩奈） | 「Sea Breeze」 | パチンコ『アイマリンプロジェクト』イメージソング                                    |
| 8月31日  | Sunny Days!                                                                     | アイマリン（内田彩）&アイウリン（三森すずこ） | 「Sunny Days!」 | パチンコ『アイマリンプロジェクト』イメージソング                                    |
| 9月28日  | Marine Mirage                                                                   | アイマリン（内田彩）&アイウリン（三森すずこ）&アイワリン（竹達彩奈） | 「Marine Mirage」 | パチンコ『アイマリンプロジェクト』イメージソング                                    |
| 10月4日  | さふぁりどらいぶ♪                                                               | サーバル（尾崎由香）とかばん（内田彩）とアライグマ（小野早稀）とフェネック（本宮佳奈） | 「ぼくのフレンド」 | テレビアニメ『けものフレンズ』関連曲                                                |
| 10月24日 | スパッと！スパイ&スパイス/Hide & Seek                                           | ツキカゲ | 「スパッと！スパイ&スパイス」 | テレビアニメ『RELEASE THE SPYCE』オープニングテーマ                                 |
| 10月24日 | スパッと！スパイ&スパイス/Hide & Seek                                           | ツキカゲ | 「Hide & Seek」 | テレビアニメ『RELEASE THE SPYCE』エンディングテーマ                                 |
| 12月5日  | RELEASE THE SPYCE キャラクターソングCD 五恵&初芽                                | 青葉初芽（内田彩） | 「ノーベル賞はいりません」 | テレビアニメ『RELEASE THE SPYCE』関連曲                                             |
| 12月5日  | RELEASE THE SPYCE キャラクターソングCD 五恵&初芽                                | 石川五恵（のぐちゆり）、青葉初芽（内田彩） | 「スパッと！スパイ&スパイス」 | テレビアニメ『RELEASE THE SPYCE』関連曲                                             |
| 12月19日 | テレビアニメ「となりの吸血鬼さん」キャラクターソング「うららかアフタヌーン」    | 倉井朔夜（日高里菜）、青木夕（内田彩） | 「うららかアフタヌーン」 | テレビアニメ『となりの吸血鬼さん』関連曲                                            |
| 12月19日 | テレビアニメ「となりの吸血鬼さん」キャラクターソング「うららかアフタヌーン」    | 青木夕（内田彩） | 「うららかアフタヌーン」 | テレビアニメ『となりの吸血鬼さん』関連曲                                            |
| 2019年   |                                                                                 | | |                                                                                     |
| 4月5日   | Reflective φ Emotion                                                            | HollYMillorS | 「Reflective φ Emotion」 | 劇場アニメ『劇場版 トリニティセブン -天空図書館と真紅の魔王-』挿入歌                |
| 4月5日   | Reflective φ Emotion                                                            | 神無月アリン（内田彩） | 「Reflective φ Emotion (Chaosic Rune Form in Biblia)」 | 劇場アニメ『劇場版 トリニティセブン -天空図書館と真紅の魔王-』関連曲                |
| 4月17日  | ポプテピピック ALL TIME BEST 2                                                  | ポプ子（尾崎由香）、ピピ美（内田彩） | 「風船飛行」 | テレビアニメ『ポプテピピック』エンディングテーマ                                    |
| 4月17日  | ポプテピピック ALL TIME BEST 2                                                  | ポプ子（尾崎由香）、ピピ美（内田彩） | 「Bansaku neender」 「ポプ子にソース」 | テレビアニメ『ポプテピピック』挿入歌                                                |
| 5月29日  | ようこそジャパリパークへ 〜こんぷりーとべすと〜                                 | うぃあーふれんず！ | 「ようこそジャパリパークへ（ただいま ver.）」 | テレビアニメ『けものフレンズ2』エンディングテーマ                                   |
| 6月19日  | フレンズビート！                                                                | アミーゴビースト（内田彩） | 「だーよだーよマンボ」 | テレビアニメ『けものフレンズ2』関連曲                                               |
| 10月2日  | ストライクウィッチーズ劇場版 501部隊発進しますっ！ ミュージック・コレクション   | 第501統合戦闘航空団、服部静夏（内田彩） | 「Treasure of life #13」 | 劇場アニメ『ストライクウィッチーズ 劇場版 501部隊発進しますっ！』エンディングテーマ |
| 10月2日  | ストライクウィッチーズ劇場版 501部隊発進しますっ！ ミュージック・コレクション   | 服部静夏（内田彩） | 「Treasure of life #14」 | 劇場アニメ『ストライクウィッチーズ 劇場版 501部隊発進しますっ！』関連曲             |
| 2020年   |                                                                                 | | |                                                                                     |
| 2月25日  | Stand Up! Blaze Up!                                                             | アイマリン（内田彩） | 「Stand Up! Blaze Up!」 | 『PAスーパー海物語 IN 沖縄5 with アイマリン』イメージソング                         |
| 3月25日  | 神田川JET GIRLS BD・DVD第3巻特典CD                                              | 翠田いのり（内田彩）、環楓花（朝井彩加） | 「水鏡 -Dive Into You-」 | テレビアニメ『神田川JET GIRLS』関連曲                                               |
| 12月9日  | ストライクウィッチーズ 第501統合戦闘航空団歌唱集-服部静夏少尉-                  | 服部静夏（内田彩） | 「晴色スタートライン」 「ブックマーク ア・ヘッド」 「Over Sky」 「Endless Sky」 「Fly up so high」 | テレビアニメ『ストライクウィッチーズ ROAD to BERLIN』関連曲                         |
| 12月9日  | ストライクウィッチーズ 第501統合戦闘航空団歌唱集-服部静夏少尉-                  | 服部静夏（内田彩） | 「君の翼に憧れて」 | テレビアニメ『ストライクウィッチーズ ROAD to BERLIN』エンディングテーマ             |
| 12月16日 | The Boon!                                                                       | アイマリン（内田彩） | 「The Boon!」 | 『PA新海物語』イメージソング                                                        |
| 2021年   |                                                                                 | | |                                                                                     |
| 3月24日  | 電脳戦隊ラストエンジェルス SP STAGE 1                                           | ラストエンジェルス | 「Angels of the Light」 | 『電脳戦隊ラストエンジェルス』テーマソング                                          |
| 4月21日  | 電脳戦隊ラストエンジェルス SP STAGE 2                                           | ニッキ（内田彩） | 「完全無敵 Super Girl」 | 『電脳戦隊ラストエンジェルス』関連曲                                                |
| 6月25日  | Wave the Remember                                                               | アイマリン（内田彩）&壱華零（佐伯伊織） | 「Wave the Remember」 | 『PA新海物語』イメージソング                                                        |
| 7月21日  | ワールドウィッチーズ 秘め歌コレクション デン・ヘルダー篇                        | 宮藤芳佳（福圓美里）、 ペリーヌ・クロステルマン（沢城みゆき）、 服部静夏（内田彩） | 「Resonance〜with heart〜」 | 『ワールドウィッチーズ』関連曲                                                      |
| 7月21日  | ワールドウィッチーズ 秘め歌コレクション デン・ヘルダー篇                        | 服部静夏（内田彩） | 「Eternal Bonds」 | 『ワールドウィッチーズ』関連曲                                                      |
| 9月6日   | GoWave!                                                                         | アイマリン（内田彩） | 「GoWave!」 | 『PAスーパー海物語 IN 沖縄5 with アイマリン』イメージソング                         |
| 10月20日 | SWITCH!-ぐんまちゃん SONG COLLECTION-                                           | ぐんまちゃん（高橋花林）、あおま（内田彩）、みーみ（小倉唯） | 「SWITCH!」 | テレビアニメ『ぐんまちゃん』オープニングテーマ                                      |
| 11月24日 | メギド72 -MUSIC COLLECTION-                                                     | プロメテウス（西田望見）、ジズ（内田彩）、ベヒモス（松岡禎丞） | 「みんなで一緒に」 | ゲーム『メギド72』関連曲                                                            |
| 12月12日 | SWITCH!（あおまver.）                                                           | あおま（内田彩） | 「SWITCH!（あおまver.）」 | テレビアニメ『ぐんまちゃん』関連曲                                                  |
| 2022年   |                                                                                 | | |                                                                                     |
| 3月25日  | TVアニメ『ワッチャプリマジ！』キャラクターソングミニアルバム PUMPING WACCHA! 01 | 弥生ひな（内田彩）、チムム（引坂理絵） | 「Starlight!」 | テレビアニメ『ワッチャプリマジ！』挿入歌                                            |
| 5月25日  | TVアニメ『ワッチャプリマジ！』キャラクターソングミニアルバム PUMPING WACCHA! 02 | 陽比野まつり（廣瀬千夏）、弥生ひな（内田彩）、甘瓜みるき（相良茉優）、心愛れもん（鈴木杏奈）、皇あまね（庄司宇芽香）                                                                                                   | 「ワッチャ！プリーズ！マジック！-What's your "Please" Magic？-（5人ver.）」 | テレビアニメ『ワッチャプリマジ！』挿入歌                                            |
| 8月30日  | ダンシング・クレイジー                                                          | アイマリン（内田彩）&壱華零（佐伯伊織） | 「ダンシング・クレイジー」 | パチンコ『アイマリンプロジェクト』イメージソング                                    |
| 2023年   |                                                                                 | | |                                                                                     |
| 2月25日  | Z/X -Zillions of enemy X- 10th Anniversary Album「IGNITION」                    | 各務原あづみ（小倉唯）、リゲル（内田彩） | 「Best Friends Forever」 | ゲーム『Z/X Code OverBoost』主題歌                                                  |
| 3月22日  | ワッチャプリマジ！ミュージックコレクション                                      | 弥生ひな（内田彩）、皇あまね（庄司宇芽香） | 「天頂のコンフィアンサ」 | テレビアニメ『ワッチャプリマジ！』挿入歌                                            |
| 3月22日  | ワッチャプリマジ！ミュージックコレクション                                      | 陽比野まつり（廣瀬千夏）、弥生ひな（内田彩）、甘瓜みるき（相良茉優）、心愛れもん（鈴木杏奈）、皇あまね（庄司宇芽香）、御芽河あうる（藤寺美徳）                                                                         | 「ワッチャ！プリーズ！マジック！ -What's your "Please" Magic?- （6人ver.）」 | テレビアニメ『ワッチャプリマジ！』挿入歌                                            |

### その他参加楽曲
| 発売日        | 商品名                                                 | 歌                                                         | 楽曲 | 備考                                               |
| ------------- | ------------------------------------------------------ | ---------------------------------------------------------- | --- | -------------------------------------------------- |
| 2012年2月8日  | 新・百歌声爛II 女性声優編                              | 内田彩                                                     | 「ロマンス」〜 「Butter-Fly」〜 「魔訶不思議アドベンチャー!」〜 「タキシード・ミラージュ」〜 「微笑みの爆弾」〜 「WILL」〜 「君が好きだと叫びたい」〜 「空にかける橋」〜 「LOVE☆トロピカ〜ナ」〜 「いとおしい人のために」 |                                                    |
| 2014年12月3日 | 内田さんと浅倉さん MUSIC CLIP〜SEASIDE LIVE FES 2014〜 | 内田彩、浅倉杏美                                           | 「Magical Heart」 「Brave the World」 「君とみた空」 「TSUBASA」 | ラジオ『内田さんと浅倉さん』関連曲                 |
| 2014年12月3日 | 内田さんと浅倉さん MUSIC CLIP〜SEASIDE LIVE FES 2014〜 | 内田彩、浅倉杏美                                           | 「New Horizon」 | イベント『SEASIDE LIVE FES 2014』テーマソング      |
| 2019年5月22日 | ネヴァーランド/Voice Actor×売野雅勇                    | 内田彩                                                     | 「それは、私じゃない」 |                                                    |
| 2019年5月22日 | ネヴァーランド/Voice Actor×売野雅勇                    | 山寺宏一、内田彩                                           | 「男と女は十時半」 |                                                    |
| 2020年2月4日  | Z/X Code reunion Blu-ray BOX1 特典CD                   | 小倉唯、内田彩                                             | 「ガール・ミーツ・ガール」 | テレビアニメ『Z/X Code reunion』エンディングテーマ |
| 2020年4月2日  | Z/X Code reunion Blu-ray BOX2 特典CD                   | 小倉唯、内田彩、水瀬いのり、長縄まりあ、鈴木愛奈、富田美憂 | 「ガール・ミーツ・ガール」 | テレビアニメ『Z/X Code reunion』エンディングテーマ |
| 2024年6月12日 | ちゅ、多様性。 from CrosSing                           | 内田彩                                                     | 「ちゅ、多様性。」 | カバーソングプロジェクト『CrosSing』関連楽曲       |

## ライブ・イベント

### 合同ライブ・その他
| 出演日         | タイトル                                             | 会場                                   |
| -------------- | ---------------------------------------------------- | -------------------------------------- |
| 2014年1月18日  | アニ×ワラ                                            | 新宿FACE（東京都）                     |
| 2014年11月9日  | アニ×ワラ 2014 WINTER                                | 新宿BLAZE（東京都）                    |
| 2015年8月29日  | Animelo Summer Live 2015 -THE GATE-                  | さいたまスーパーアリーナ（埼玉県）     |
| 2015年12月13日 | アニメJAM 2015 Pop Stage                             | 幕張メッセ・国際展示場ホール（千葉県） |
| 2015年12月26日 | アニ×ワラ 2015 WINTER                                | 有楽町よみうりホール（東京都）         |
| 2016年7月23日  | ACROSS FESTA!!                                       | 有楽町よみうりホール（東京都）         |
| 2016年10月15日 | スポーツ・オブ・ハート・ミュージックフェス2016       | 代々木第一体育館（東京都）             |
| 2016年11月6日  | アニ×ワラ Vol.6                                      | 豊洲PIT（東京都）                      |
| 2016年12月11日 | SEASIDE LIVE FES 2016 〜MUSIC HOURS〜                | 舞浜アンフィシアター（千葉県）         |
| 2018年8月24日  | Animelo Summer Live 2018 "OK!"                       | さいたまスーパーアリーナ（埼玉県）     |
| 2022年5月2日   | ぐんまちゃんトーク＆ライブ in サンリオピューロランド | サンリオピューロランド（東京都）       |

## 書籍

### 写真集
- patina（2015年6月30日、秋田書店）ISBN 978-4-2530-1091-7
- あのね（2017年1月27日、ワニブックス）ISBN 978-4-8470-4886-9

### フォトブック
- Pretty&Loud years（2018年3月30日、秋田書店）ISBN 978-4-2530-1096-2